# レオンティーナ (小惑星)
レオンティーナ (844 Leontina) は小惑星帯に位置する小惑星である。ウィーンのウィーン天文台でヨーゼフ・レーデンによって発見された。
発見者の故郷であるオーストリアの都市リエンツにちなんで命名された。
2008年12月に滋賀県で掩蔽が観測された。